# Hossein Nasr
Hossein Nasr /ˈnɑːsər,_ˈnæsər/; em persa: سید حسین نصر 7 de abril de 1933) é um islamólogo iraniano, professor emérito de estudos islâmicos na Universidade George Washington. Autor de diversos artigos e livros, Nasr aborda temas como filosofia, religião, espiritualidade, música, arte, arquitetura, ciência, literatura, diálogos entre civilizações e o meio ambiente.
Após o atentado de 11 de setembro, Nasr passou a ter como foco o esforço pelo convívio pacífico e harmônico entre diferentes religiões, mais ativamente no diálogo entre cristãos e muçulmanos. Em 2008, foi o principal orador muçulmano, no primeiro Fórum Católico-Muçulmano organizado pelo Vaticano, palestrando ao lado do Papa Bento XVI.
Nasr estudou Física e Matemática no MIT e doutorou-se na Universidade de Harvard. Escreveu ainda dois livros de poesia (Poemas do Caminho e A Peregrinação da Vida e a Sabedoria de Rumi).

## Biografia
Seyyed Hossein Nasr nasceu em uma família nobre no Teerã em 1933. Seu pai era um famoso médico, deputado parlamentar e ministro da Educação. Como Nasr diz: ‘Ele [seu pai] tornou-se o chefe do sistema educacional da Pérsia desde o final da dinastia Qajar até o período Pahlavi.
Nasr recebeu uma típica educação persa até a idade de doze anos, e então foi enviado para os EUA para a escola preparatória de elite até o nível de doutorado. Ele obteve seu bacharelado licenciatura em Física e Matemática no MIT em 1954, um mestrado em Geologia e Geofísica na Universidade de Harvard em 1956, e um PhD em História da Ciência e Filosofia na mesma universidade em 1958.

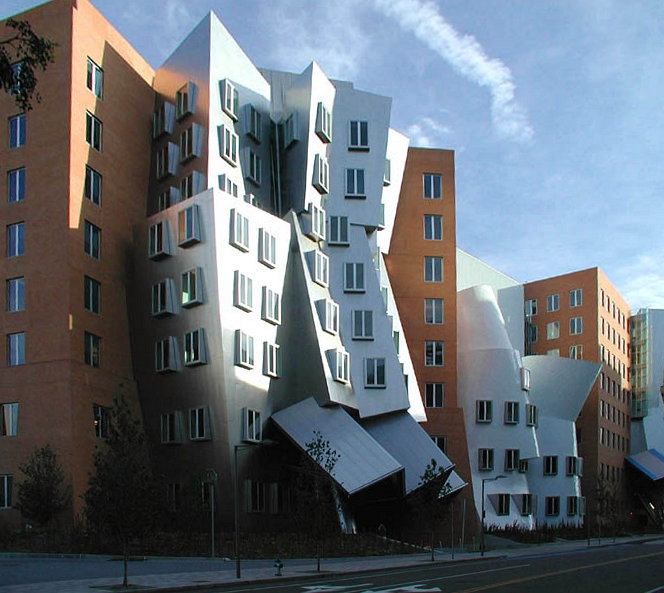
Nasr estudou no Departamento de Linguística e Filosofia do MIT

Sua tese foi posteriormente (1964) publicada como Uma Introdução às Doutrinas Cosmológicas Islâmicas. Depois de receber seu doutorado, entre 1958 e 1979, Nasr morou no Irã e trabalhou como  professor associado (1958-1963) e professor titular (1963-1979) da história de ciência e filosofia da Universidade de Teerã. Durante este período, foi nomeado ou promovido a vários cargos, como primeiro Aga Khan, Professor de Estudos Islâmicos na Universidade Americana de Beirute (1964-1965), Reitor da Faculdade de Letras (1968-1972) e Vice-Chanceler (1970-1) da Universidade de Teerã, Chanceler/Presidente (1972–5) de Aryamehr Universidade de Tecnologia (agora chamada Universidade de Tecnologia Sharif) e Presidente fundador (1974-9) da Academia Imperial Iraniana de Filosofia (agora o Instituto Iraniano de Filosofia), entre muitos outros cargos em assuntos culturais e de educação para os quais foi nomeado pelo governo.
Aos 30 anos, Hossein Nasr foi nomeado professor titular, o mais jovem da história da Universidade de Teerã. Ele rapidamente se tornou reconhecido como uma autoridade em filosofia islâmica, ciência islâmica e sufismo. Durante quinze anos, dirigiu com Henry Corbin - então diretor do Instituto Francês de Iranologia em Teerã  - um seminário de doutorado em filosofia comparada e filosofia islâmica. Ele escreveu extensivamente em persa e inglês, ocasionalmente em árabe e francês, sobre o Islã, sua ciência e sua civilização, Sufismo, filosofia moderna confrontada com sabedoria perene, a crise ambiental, Mula Sadra , Avicena, Suhrawardî, Ibn Arabi, Al-Bîrûnî, etc. Cinco anos depois, foi nomeado reitor da Faculdade de Letras, então vice-presidente da universidade.
Durante a Revolução Iraniana de 1979, quase todos os seus bens, livros e anotações foram confiscados ou destruídos e ele e sua família foram forçados ao exílio. A Revolução trouxe permanentemente Nasr para os EUA. Antes de 1979, Nasr já havia sido professor visitante em Harvard (1962-5) e Princeton (1975), mas quando ele sofreu grande dificuldade financeira durante seu exílio, ele não recebeu o apoio esperado dessas duas universidades, nem mesmo de sua alma mater.
Apenas a Universidade de Utah deu-lhe uma ajuda oferecendo-lhe uma posição de distinto professor visitante (1979). Mais tarde, ele recebeu uma oferta de professor titular em Estudos Islâmicos na Universidade Temple (1979-1984), e finalmente ele tornou-se Professor Universitário de Estudos Islâmicos na Universidade George Washington em 1984, cargo que ocupa desde então.

## Obra

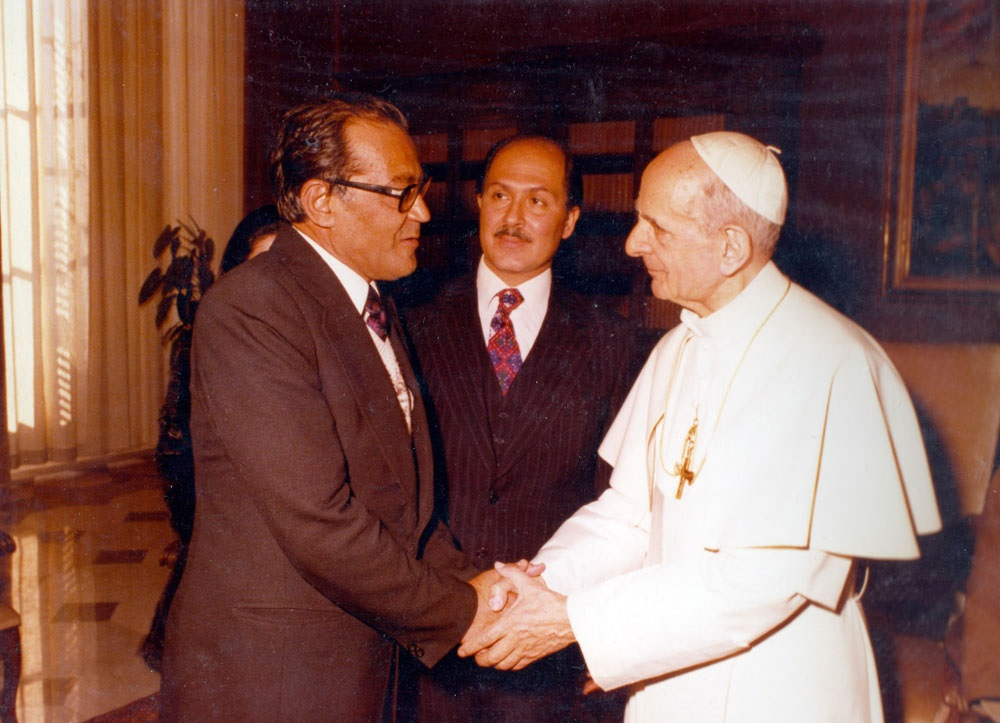
Jafar Shahidi, Hossein Nasr e Papa Paulo VI

Nasr é autor de mais de cinquenta livros e quinhentos artigos (alguns dos quais podem ser encontrados na revista Estudos sobre Religião Comparada) sobre temas como metafísica, ciência islâmica, religião, meio ambiente, Sufismo e Filosofia islâmica. Mais recentemente, dedicou-se a contribuir para a integração pacífica islâmica em países ocidentais. Ele escreveu trabalhos em persa, inglês, francês e árabe.
Durante sua graduação no Instituto de Tecnologia de Massachusetts (MIT), Nasr já havia demonstrado sua decepção com o paradigma existente de estudar física na época, que se preocupava apenas com a estrutura matemática e não com a natureza ontológica da realidade física. Para Nasr, não perseguir o objetivo final verdade/realidade criou uma crise espiritual e intelectual inquietante que finalmente encerrou seu interesse pela física, mas por outro lado iniciou seu interesse em estudar ciências histórica e filosoficamente.
Nasr frequentou cursos nas áreas das Humanidades como filosofia, história da ciência e literatura ministradas por Giorgio de
Santillana (1902-1974), um filósofo italiano e historiador da ciência do MIT. Sob seu ensino, Nasr foi apresentado pela primeira vez às obras de René Guénon e este foi também o início de sua jornada para o Perenialismo. Além de Guénon, as obras de Ananda K. Coomaraswamy e principalmente Frithjof Schuon, de quem Nasr se tornou um discípulo, também ajudaram Nasr a descobrir a philosophia perennis. Ainda estudante, visitou Schuon na Suíça e juntou-se à ordem Sufi Alawi, um ramo da Chadhiliyya. Ele considera que a obra de Schuon, pela importância central dada à prática espiritual ao lado do conhecimento doutrinário, moldou decisivamente sua vida intelectual e espiritual.
Nasr enfatiza as relações comunitárias, a integração e coexistência entre muçulmanos e não-muçulmanos no Ocidente sob liberdade de religião e justiça. Em vez de pedir aos muçulmanos que sejam inflexíveis sobre suas próprios valores éticos-religiosos, Nasr pede-lhes que busquem a paz, o amor, a beleza e responsabilidade, que pode ser compartilhada com não-muçulmanos. A mudança de foco se deve, sem dúvida, ao desenvolvimento do Islã político e ao crescimento progressivo da imagem negativa do Islã e dos muçulmanos após o Ataques de 11 de setembro de 2001.
Após o atentado, Nasr não só produziu o livro O Coração do Islã, mas houve uma guinada em sua carreira, e ele passou a contribuir para a formação a nova geração de intelectuais, com um contexto não mais focado em temas de secularização, mas na representação e politização do Islã. Portanto, em vez de apenas examinar as questões metafísica, espiritualidade e modernismo em termos de cultura, religião, ciência e secularismo, Nasr e seus alunos procuram se aprofundar em questões políticas e problemas práticos.

## Títulos e honrarias
- No ano 2000, um volume foi dedicado a Nasr na Library of Living Philosophers[15]
- Prêmio Religião e Ciência Templeton (1999)[16]
- Primeiro muçulmano e primeiro estudioso não-ocidental a proferir as prestigiosas Conferências Giffords[17]
- Doutor honorário da Universidade de Uppsala, Suécia (1977)[18]

### Em Português
- O Homem e a natureza, Rio de Janeiro : J. Zahar, 1977.

### Em Inglês
- An Introduction to Islamic Cosmological Doctrines: Conceptions of Nature and Methods Used for Its Study by the Ikhwan al-Safa, al-Biruni, and Ibn Sina (1964)
- Three Muslim Sages: Avicenna—Suhrawardi—Ibn Arabi (1964)
- Ideals and Realities of Islam (1966)[19]
- Science and Civilization in Islam, with a preface by Giorgio de Santillana (1968)
- Islamic Studies: Essays on Law and Society, the Sciences, and Philosophy and Sufism (1967)
- The Encounter of Man and Nature: The Spiritual Crisis of Modern Man (1968)
- Sufi Essays (1972)
- Islam and the Plight of Modern Man (1975)
- Islamic Science: An Illustrated Study, with photographs by Roland Michaud (1976)
- Sadr al-Din Shirazi and His Transcendent Theosophy: Background, Life and Works, 2nd edition (1977)
- Knowledge and the Sacred: The Gifford Lectures,Free Download In Several Formats [20] (1981)
- Islamic Life and Thought (1981)
- Islamic Art and Spirituality (1986)[12]
- Traditional Islam in the Modern World (1987)
- A Young Muslim's Guide to the Modern World (1993)
- The Need for a Sacred Science (1993)
- The Islamic Intellectual Tradition in Persia, edited by Mehdi Aminrazavi (1994)
- Muhammad: Man of God (1995)
- Religion and the Order of Nature: The 1994 Cadbury Lectures at the University of Birmingham (1996)
- Poems of the Way; put to music by Sami Yusuf in Songs of the Way (vol. 1) (1999)
- Islam: Religion, History, and Civilization (2001)
- The Heart of Islam: Enduring Values for Humanity (2002)Free Download
- Islamic Philosophy from its Origin to the Present: Philosophy in the Land of Prophecy (2006)
- The Pilgrimage of Life and the Wisdom of Rumi: Poems and Translations (2007)
- The Garden of Truth: The Vision and Promise of Sufism, Islam's Mystical Tradition (2007)
- Islam, Science, Muslims, and Technology: Seyyed Hossein Nasr in Conversation with Muzaffar Iqbal (2007)
- The Essential Seyyed Hossein Nasr, edited by William Chittick (2007)
- Islam in the Modern World (2012)

Como Editor
- An Annotated Bibliography of Islamic Science, edited with William Chittick and Peter Zirnis (3 vols., 1975)
- Isma'ili Contributions to Islamic Culture (1977)
- The Essential Frithjof Schuon (1986)
- Shi'ism: Doctrines, Thought, and Spirituality, edited with Seyyed Vali Reza Nasr and Hamid Dabashi (1988)
- Expectation of the Millennium: Shi'ism in History, edited with Seyyed Vali Reza Nasr and Hamid Dabashi (1989)
- Islamic Spirituality (Vol. 1: Foundations, 1987; Vol. 2: Manifestations, 1990)
- Religion of the Heart: Essays Presented to Frithjof Schuon on his Eightieth Birthday, edited with William Stoddart (1991)
- In Quest of the Sacred: The Modern World in the Light of Tradition, edited with Katherine O'Brien (1994)
- History of Islamic Philosophy, edited with Oliver Leaman (1995)
- Mecca the Blessed, Medina the Radiant: The Holiest Cities of Islam, photographs by Kazuyoshi Nomachi; essay by Seyyed Hossein Nasr (1997)
- An Anthology of Philosophy in Persia, edited with Mehdi Aminrazavi (5 vols., 1st in 1999)
- The Essential Sophia, edited with Katherine O'Brien (2006)
- The Study Quran (Editor-in-Chief; Caner Dagli, Maria Dakake, and Joseph E. B. Lumbard (General editors); Mohammed Rustom (Assistant editor; 2015)

Como Tradutor
- Shi'ite Islam by Sayyid Muhammad Husayn Tabataba'i
- The Book of Metaphysical Penetrations by Mulla Sadra (edited, introduced, and annotated by İbrahim Kalın)

Trabalho sobre Nasr
- The Works of Seyyed Hossein Nasr Through His Fortieth Birthday, edited by William Chittick
- Knowledge is Light: Essays in Honor of Seyyed Hossein Nasr, edited by Zailan Moris
- Beacon of Knowledge - Essays in Honor of Seyyed Hossein Nasr, edited by Mohammad Faghfoory
- Islam, Modernity, and the Human Sciences (second part of the book), by Ali Zaidi
- Religious Pluralism in Christian and Islamic Philosophy: The Thought of John Hick and Seyyed Hossein Nasr, by Adnan Aslan
- In Search of the Sacred with Ramin Jahanbegloo
- From the Pen of Seyyed Hossein Nasr: A Bibliography of His Works Through His Eightieth Year, edited by Nicholas Boylston, Oludamini Ogunnaike, and Syed A.H. Zaidi